# بطولة العالم للكرة الطائرة ناشئين 2009
عُقدت بطولة العالم للشباب في بطولة العالم للبنين للكرة الطائرة لعام 2009 في جيسولو وباسانو ديل جرابا، إيطاليا في الفترة من 28 أغسطس إلى 6 سبتمبر 2009. وشارك 16 فريقًا في البطولة.

## الترتيب النهائي
| مركز   | فريق             |
| ------ | ---------------- |
| الأول  | صربيا            |
| الثاني | إيران            |
| الثالث | الأرجنتين        |
| 4      | روسيا            |
| 5      | إسبانيا          |
| 6      | تونس             |
| 7      | الهند            |
| 8      | إيطاليا          |
| 9      | البرازيل         |
| 10     | الولايات المتحدة |
| 11     | بولندا           |
| 12     | فرنسا            |
| 13     | مصر              |
| 14     | اليابان          |
| 15     | بورتوريكو        |
| 16     | الجزائر          |

| بطولة العالم للكرة الطائرة ناشئين 2009 |
| -------------------------------------- |
| · صربيا · للمرة الاولى                 |

## أفضل لاعبين
- احسن لاعب في البطولة:  ألكساندر أتاناسيفيتش
- أفضل هداف:  لوكا فيتوري
- أفضل سبيكر:  ماساهيرو ياناجي
- أفضل مانع:  سيباستيان سولي
- أفضل سرفر:  أحمد قربوا
- أفضل ديجر:  صدم هميسي
- أفضل سيتر:  أحمد السيد
- أفضل استقبال:  ريكاردو لوكاريلي سوزا
- أفضل ليبرو:  أنتوني لابريس